# Акадски език
Акадският език е семитски език, говорен в древността в Месопотамия (Междуречието) от асирийците и вавилонците. Името на езика произлиза от името на град Акад, важен център на месопотамската цивилизация. Той е най-ранно засвидетелстваният семитски език.

## Писменост
Акадският език използва клинописно писмо, което е взето от по-древния шумерски език. Видоизмененото клинописно писмо, използвано от акадските писари, използва:
- шумерски пиктограми (знаци-картинки, които обоначават цели думи)
- шумерски срички
- акадски срички
- допълнителни фонетични знаци.

Клинописът е сравнително неподходящ за акадския език, най-вече заради липсата на знаци за типичните семитски фонеми като ларингални експлозиви. Освен това клинописът е сричково писмо, изразяващо комбинация от съгласна и гласна, често неподходящо за записване на семитски думи, изградени от 3 съгласни звука без записване на гласни.
Акадският език бива преоткрит към края на 18 век, след като датчанинът Карстен Ниебур публикува откъси от клинописни текстове през 1767 г. Веднага започват безбройни опити за разшифроването им. Най-полезните ключове за разчитането на езика са двуезични текстове, например на акадски и староперсийски език. Тъй като в тези текстове се споменават доста царски имена, отначало се разчитат няколко знака (изследванията на Георг Фридрих Гротефенд). Още тогава се разбира, че акадският език е семитски. През 19 век езикът бива напълно разчетен и изучен.

## Развитие на езика
В началото на II хил. пр.н.е. акадският език се разделя на два основни диалекта – асирийски и вавилонски, всеки от които има по няколко периода:
- староакадски – 2500 – 1950 пр. Хр.
- староасирийски – 2000 – 1750 г. пр.н.е.
- средноасирийски – 1500 – 1000 г. пр.н.е.
- новоасирийски – 1000 – 600 г. пр.н.е.
- старовавилонски – 1900 – 1500 г. пр.н.е.
- средновавилонски – 1500 – 1000 г. пр.н.е.
- нововавилонски – 1000 – 600 г. пр.н.е.
- късновавилонски – 600 г. пр.н.е. – християнската епоха

## Граматика
Граматиката е близка до тази на класическия арабски език.